# Vodja jõgi
Vodja jõgi (Vodjaån) är  ett vattendrag i landskapet Järvamaa i Estland. Ån är ett östligt (vänster) biflöde till Pärnu och sammanflyter med denna vid staden Paide. Källan ligger vid byn Kaaruka i Roosna-Alliku kommun. Den är 19 km lång.